# Platyja umminia
Platyja umminia là một loài bướm đêm thuộc họ Noctuidae. Loài này có ở Indo-Australian tropics tới New Guinea và Queensland. It is also present on Guam.

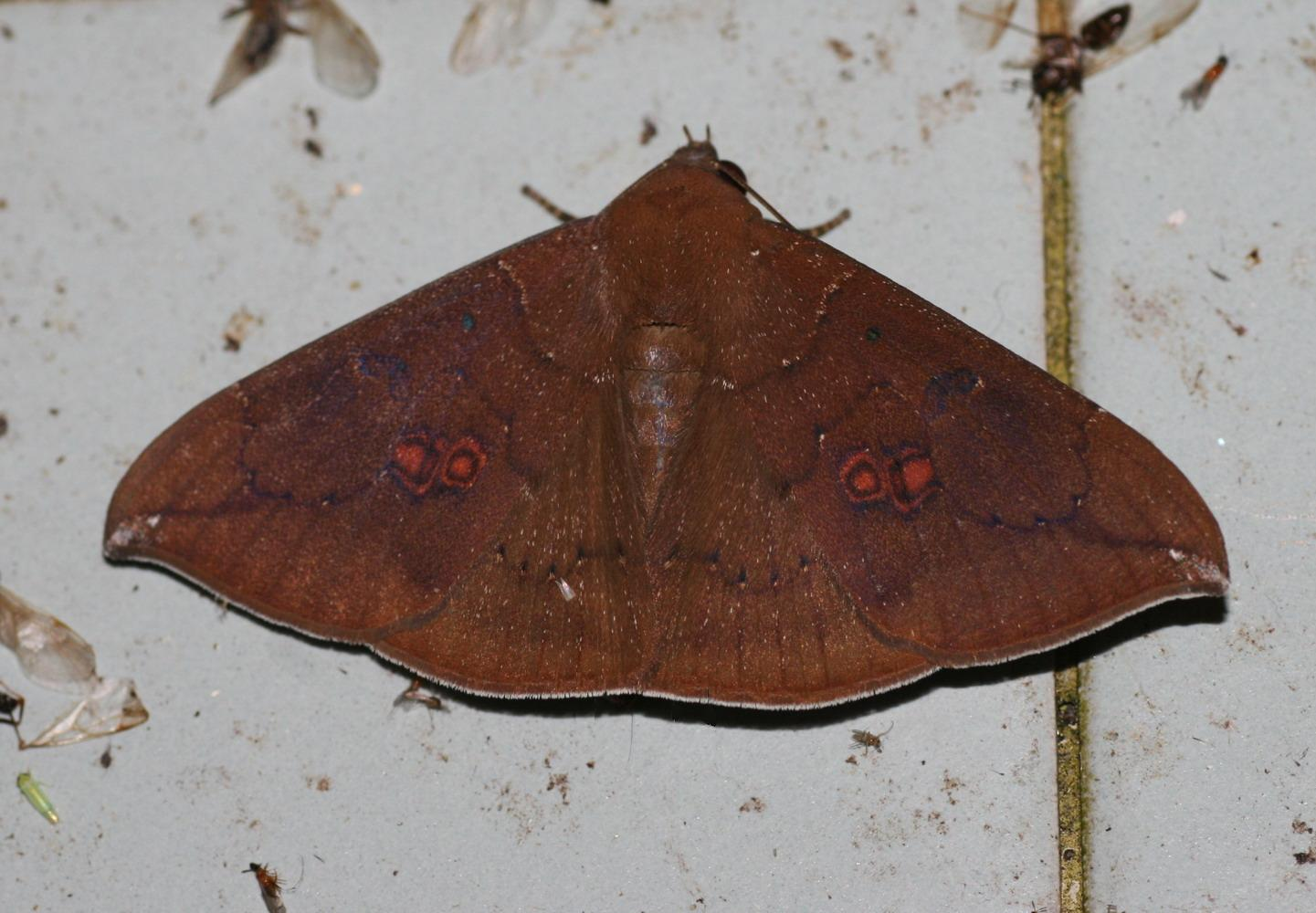

Con trưởng thành bay piercing fruit in Thailand và Guam.

## Hình ảnh

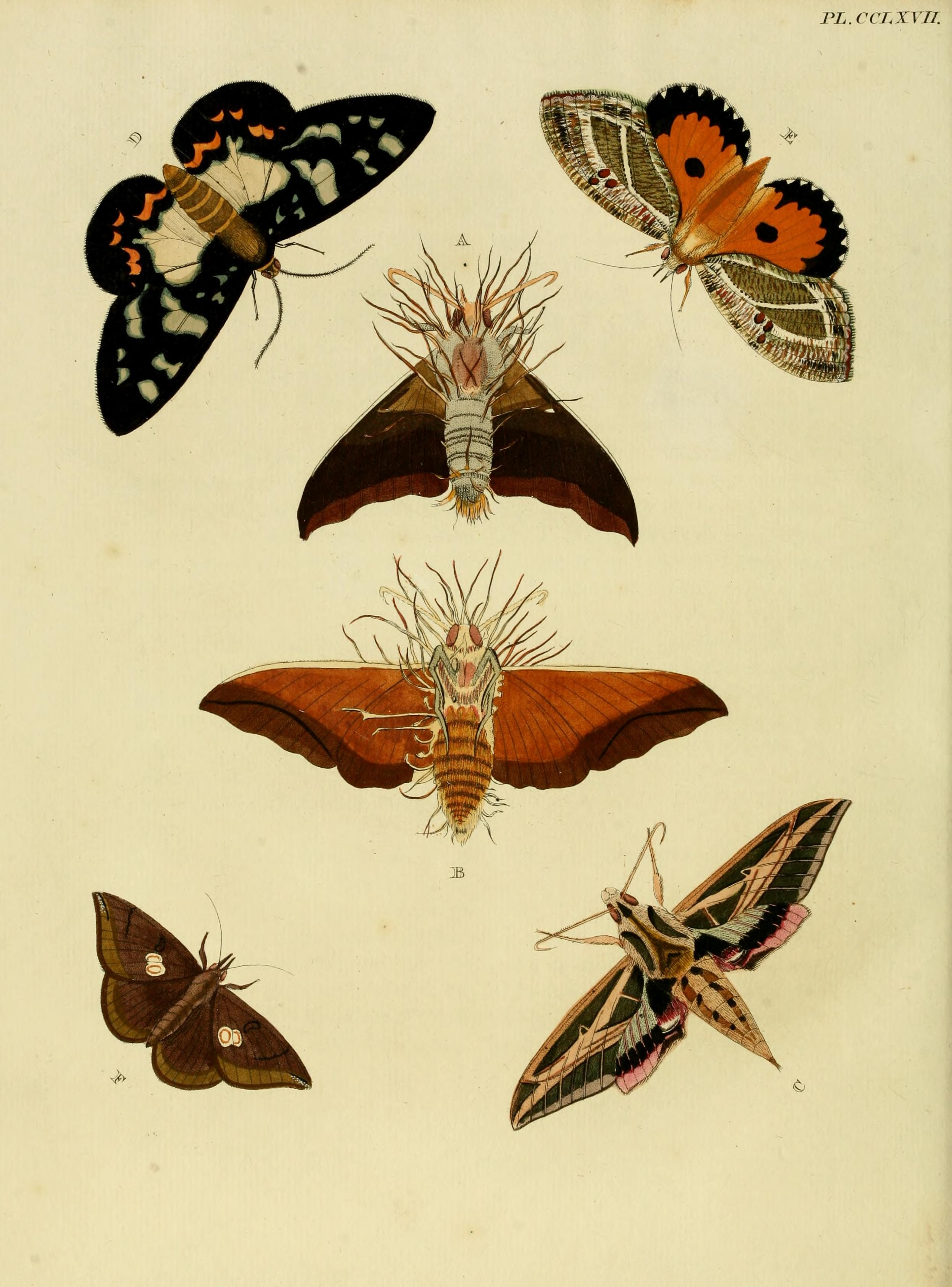